# Seroteràpia
La seroteràpia és un tractament que consisteix en l'administració d'un antisèrum que conté anticossos específics contra la malaltia que es vol tractar, és a dir, consisteix en la immunització passiva del pacient. És un tractament que dona resultats ràpids, però la immunitat que aporta és de curta durada. El cavall és l'animal que més s'utilitza per produir els anticossos. Gràcies a tècniques d'enginyeria genètica també es poden fabricar sèrums a partir de microorganismes, en el genoma dels quals s'ha incorporat la informació genètica necessària per a sintetitzar, en absència del patogen, els anticossos específics contra ell. Un antisèrum és un sèrum sanguini que conté anticossos policlonals.
La seroteràpia se sol utilitzar com a tractament curatiu. Es fa servir contra infeccions, intoxicacions i enverinaments i també per intentar evitar tals complicacions. Ha esdevingut una tècnica comuna. Dona immunitat immediata, passiva i a curt termini. Normalment, s'usen immunoglobulines purificades i altament específiques contra l'antigen. Les principals indicacions de la seroteràpia curativa són contra determinades malalties tòxiques com tètanus, diftèria i botulisme. Antany es van fer assajos amb seroteràpia però aquest va caure en desús, ja que presenta poca eficàcia i riscos elevats. Els vaccins s'han provat més eficaços contra les malalties tant a persones com a animals que es tractaven antany amb seroteràpia.
Les característiques principals de la seroteràpia són:
- No presenta memòria per l'antigen.
- No es produeixen anticossos nous contra la malaltia.
- És efectiva a curt termini: la protecció és induïda per la transferència d'anticossos, però el cos se'n desfà en poc temps.
- Es pot administrar en diverses formes: plasma sanguini humà o animal, com a immunoglobulina humana de forma intravenosa o intramuscular i en forma d'anticossos monoclonals
- Es fa servir principalment en malalties d'immunodeficiència, infeccions agudes o enverinaments
- Té un risc de reaccions d'hipersensibilitat[4][5]

## Història
L'era moderna de la immunització es va iniciar a la dècada del 1880, quan Louis Pasteur va demostrar que era possible atenuar els microorganismes patògens i crear vacunes específiques al laboratori. Basant-se en el treball de Louis Pasteur i Robert Koch, Kitasato Shibasaburo, Emil von Behring i Paul Ehrilch van desenvolupar noves formes de tractament conegudes com a seroteràpia. Emil Adolf von Behring(1854-1917) va estudiar medicina al Col·legi Mèdic de l'Exèrcit. Va treballar com a ajudant de Robert Koch a l'Institut de Malalties Infeccioses. L'any 1914 va fundar el Behringwerkw per la producció de sèrums i vacunes.
Posteriorment, Shibasaburo Kitasato (1852-1931), un metge japonès que treballava a l'Institut Robert Koch, va demostrar que el bacil de la diftèria produeix una toxina que causa els símptomes de la malaltia quan s'injecta a animals d'experimentació.

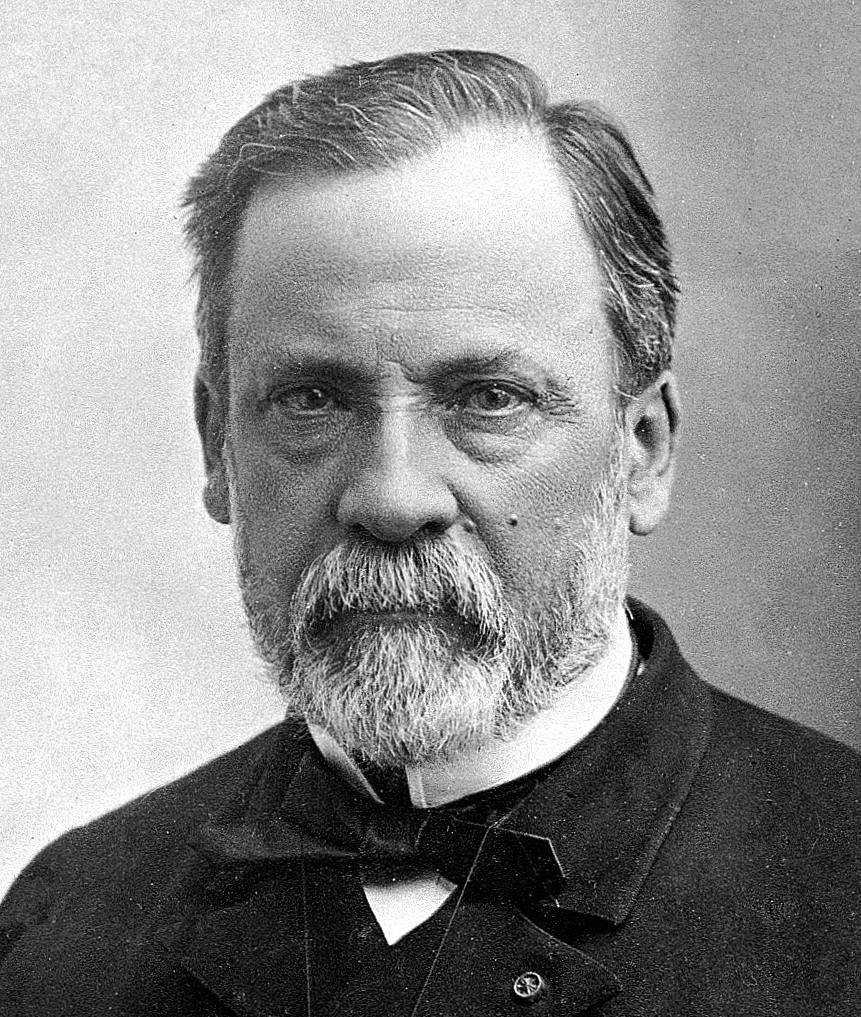
Retrat de Louis Pasteur, un important científic en l'àmbit de la microbiologia

Behring i Kitasato van demostrar que, quan els animals d'experimentació rebien una sèrie d'injeccions de les toxines, produeïen antitoxines, substàncies que, en la sang, neutralitzen les toxines bacterianes. Aquestes antitoxines podrien ser usades per immunitzar altres animals i, fins i tot, per curar animals infectats.
Behring va parlar amb Paul Ehrinlg, el qual va estar treballant en mètodes d'immunització en plantes. Ehrilch sabia com augmentar la força de l'antitoxina i mesurar l'activitat dels antisèrums amb precisió i, mitjançant la producció de sèrums de gran activitat i estandarditzats, Ehrinlg va reeixir crear la seroteràpia pràctica.
Posteriorment, en 1892, Behring, Ehlich i Hoechst es van disposar a treballar en contra de l'antitoxina diftèrica. La producció i comercialització del sèrum terapèutic va començar dos anys més tard. Però per raons que encara no se saben, Behrinling no va dur a terme el seu tracte. La immunitat prevista pel sèrum terapèutic de Behrling, que havia de ser la immunitat passiva, va ser de curta durada.
La diftèria es considerava generalment una malaltia lleu si es comparava amb la tuberculosis però la teràpia amb sèrum va ser aclamada com una important contribució a la medicina. Es va atorgar un premi Nobel a Behring per crear una arma victoriosa contra la malaltia. A partir d'aquell moment seria possible salvar vides amb l'ús de la immunitat passiva i activa, on la seroteràpia semblava ser una arma contra la malaltia.
Però uns anys després, els pacients van començar a experimentar efectes secundaris greus i acabaren morint. El tractament tenia molt d'èxit si s'administrava en les primeres etapes de la malaltia, però els metges no la volien utilitzar, de manera que es va deixar d'usar.
Així, des del descobriment de la seroteràpia, la diftèria ha estat una de les malalties més estudiades. Tot i que Gaston Ramon León (1886-1963) va descobrir que la toxina de la diftèria tractada amb formaldehid retindria l'especificitat serologia i la immunogenecitat, mentre que perdria la seva toxicitat.
També es van trobar certs informes que parlaven d'uns “mags” a l'Àfrica central que deien als europeus que es podria protegir a les persones contra les mossegades de serp utilitzant una poció que contindria caps de serp i ous de formiga. La seroteràpia s'ha desenvolupat com un dels principals remeis per tractar picades de serp.
A principi del segle xx, se'ls aplicava el sèrum sanguini d'algun animal –normalment d'un cavall– a les persones que s'havien vacunat prèviament amb patògens de la mateixa malaltia. Així s'introduïen anticossos ja actius contra la malaltia. Però, tot i que eren efectius per combatre la malaltia, produïen reaccions al·lèrgiques
Així la inducció artificial de la immunitat passiva va servir durant més d'un segle per tractar malalties infeccioses i abans de l'arribada dels antibiòtics. La teràpia d'immunoglobulines va continuar sent una teràpia de primera línia en el tractament de malalties respiratòries severes fins als anys 1930, fins i tot després que s'introduïren els antibiòtics de sulfonamida.
Posteriorment, s'obtenien els anticossos del sèrum de persones que tenien immunitat contra la malaltia. Actualment i, com hem es fabriquen sèrums per la fermentació de microorganismes, l'ADN dels quals es va transformar genèticament, de manera que poden fabricar anticossos específics contra l'antigen causant de la malaltia o la intoxicació.

## Principis de la seroteràpia
La seroteràpia rau en sis principis bàsics. Aquests tenen l'objectiu d'aconseguir la major eficàcia possible:
1. Especificitat. Els anticossos han de tenir un efecte específic contra la toxina o la infecció (o ambdues) de la qual pateix el pacient i contra la qual li cal protecció o cura. Principalment, es necessita un diagnòstic clar sobre l'espècie de microorganisme, virus o toxina o altre agent patògen. També és necessari saber quina és la soca del microorganisme contra la qual volem aplicar el tractament, ja que les diferents soques poden produir variacions de les toxines i pot ser que els anticossos per una soca no actuïn sobre una altra.
2. Potència. El sèrum ha de tenir una concentració elevada d'anticossos. Si s'utilitza el cavall com animal per produir els anticossos, cal seleccionar els adequats, utilitzar prou antigens, en el volum correcte, temps, etc. perquè el sèrum pugui ser eficaç.
3. Moment d'administració. Després de la diagnosi precisa de l'agent tòxic o infecciós, cal administrar el sèrum el més aviat millor abans que la malaltia o intoxicació hagi avançat massa per augmentar la probabitat de guarir.
4. Mètode d'administració. El sèrum ha d'arribar a la sang que el transporta a les zones infectades o enverinades perquè actuï in situ. S'ha d'evitar que els anticossos es neutralitzin abans d'arribar a la zona crítica o que no hi arribin per la mateixa resistència dels teixits (ex: barrera hematoencefàlica). D'aquesta manera, generalment se l'administra per via intravenosa; amb excepció d'algunes malalties, com la meningitis, quan cal administrar-lo a través del líquid cefalorraquidi, ja que per la sang, no pot passar la barrera hematoencefàlica.
5. Dosi adequada. Com més temps ha passat des que ha començat el problema, com més la dosi serà elevada. El que cal és que hi hagi una concentració elevada d'anticossos circulants fins que la infecció o la toxèmia sigui vençuda.
6. Tractament accessori. De vegades, la seroteràpia no és tan efectiva com es desitja i, alguns cops, es necessiten tractaments complementaris per acabar amb la infecció o la toxèmia, especialment si s'ha administrat el sèrum de manera tardana o en dosis escasses.[7]

## Mecanisme d'acció de la seroteràpia: els anticossos
La seroteràpia consisteix a administrar anticossos específics d'un individu, que els produeix, a un altre, que ha estat exposat a un determinat antigen; això dona al segon una protecció immediata, tot i que de curta durada, contra aquest antigen. Els anticossos o immunoglobulines són molècules que reconeixen específicament l'antigen. Les seves funcions bàsiques són l'opsonització, l'activació del sistema de complement, citotoxicitat cel·lular induïda per anticossos i activació dels mastòcits i altres tipus cel·lular. Amb tots aquests processos poden neutralitzar i destruir l'antigen que causa la malaltia.

### Opsonització
L'opsonització consisteix a recobrir part d'un patogen amb anticossos, el que fa que aquest sigui més fàcil de detectar per les cèl·lules fagocítiques, de manera que així es fagocita i es destrueix més fàcilment que si no ha hagués sigut opsonitzat.

### Activació del sistema del complement
Els anticossos tenen la capacitat d'activar el sistema del complement, aquest és un sistema de proteïnes sèriques inactives que, a l'activar-se, comencen una reacció en cascada. Generen a cada pas enzims amb activitat proteolítica. Les immunoglobulines unides al patogen activen la via clàssica del complement, després de tota la cascada enzimàtica s'aconsegueix l'alliberació de mediadors inflamatoris i quimiotàctics, opsonització (gràcies a C3b) i lisi del patogen.

### Citotoxicitat cel·lular induïda per anticossos
La interacció dels anticossos units a cèl·lules diana amb els receptors Fc expressats en diferents tipus cel·lulars, particularment en cèl·lules NK, poden induir la seva capacitat citotòxica efectora sobre la cèl·lula diana. És a dir, l'anticòs s'uneix a la cèl·lula infectada, és reconegut per les cèl·lules citotòxiques, que s'activen i lisen la cèl·lula infectada.

### Activació de mastòcits
Els anticossos també són capaços d'activar els mastòcits, aquests són unes cèl·lules grans amb un citoplasma ric en grànuls secretors. La interacció creuada de les immunoglobulines, unides a la membrana del mastòcit amb l'antigen, provoca la degranulació, lliurant-se mediadors inflamatoris al teixit circumdant, que provocaran una inflamació local, que recluta cèl·lules i proteïnes requerides per eliminar el focus d'infecció.

## Usos
Actualment, s'utilitzen les immunoglobulines processades per tractar sobretot les següents malalties:
- Heptatitis B humana: els sèrums que es preparen per a aquesta malaltia contenen entre 10 i 100 mg/mL de proteïnes humanes, de les quals com a mínim el 95% són immunoglobulines. Cada mil·lilitre conté com a mínim 100 IU d'anticòs contra l'hepatitis B. Aquest sèrum es produeix a partir del plasma aportat per donants i es fa servir sobretot per donar una protecció immediata a persones no immunes que s'han vist exposades al virus de l'hepatitis B.
- Ràbia humana: cada mil·lilitre del sèrum administrat contra aquesta malaltia conté entre 40 i 180 mg de proteïna humana, dels quals com a mínim el 95% són gammaglobulines (IgG). Cada mil·lilitre conté uns 150 IU d'anticòs. Aquest producte també es prepara a partir del plasma de donants.
- Tètanus humà: el sèrum conté 40-180 mg/mL de proteïna humana, de les quals el 95% són IgG. En un mil·lilitre de sèrum trobem 100 IU d'anticòs contra el tètanus. Com en els casos anteriors, també s'obté a partir del sèrum obtingut de donants.
- Varicel·la-Zoster humana: en el sèrum administrat trobem entre 40 i 180 mg/mL i 100 IU d'anticòs.

En tots els casos, els sèrums són administrats per donar protecció immediata a un individu no immune que s'ha exposat a la malaltia. En medicina veterinària, es fa servir sobretot contra el virus del borm caní, la panleucopènia felina i el tètanus dels cavalls. El 2012, uns estudis han mostrat que els anticossos monoclonals son efectius per tractar infeccions fúngiques.

## Seroteràpia i càncer
Gràcies a l'obtenció de sèrums amb anticossos monoclonals, es comença a obtenir nous tractaments contra malalties canceroses. El tractament amb anticossos monoclonals ha produït una regressió objectiva de tumors com limfomes, melanomes, càncer de mama i certes leucèmies. Des de 1997, rituximab (un tipus de sèrum) s'ha aprovat per al seu ús en limfoma indolent no Hodking i trastuzumab s'utilitza per potenciar la teràpia contra el càncer de mama. Es preveu que aquest tipus de tècniques tinguin un impacte en l'oncologia clínica.
Per millorar l'efecte de la seroteràpia monoclonal, els anticossos s'associen a drogues citotòxiques, radioisòtops i inmunotoxines, de manera que, quan l'anticòs s'uneix a la cèl·lula que conté l'antigen, allibera la seva càrrega tòxica directament al tumor.
Existeixen sèrums monoclonals contra diferents tipus histològics tumorals. El problema que presenten és que molts tenen una reactivitat creuada amb cèl·lules normals. La majoria dels anticossos monoclonals estan creats a partir de línies cel·lulars de ratolí (anticossos monoclonals murins), que es poden reconèixer com antígens estranys pel sistema immunitari d'altres espècies (sobretot humà). La majoria són activadors febles del sistema immunitari i s'utilitzen només contra tumors limfoides de cèl·lules B i T. Normalment, presenten activitat antitumoral transitòria.
Amb el temps, gràcies als avenços en tecnologia molecular genètica, s'ha reeixit desenvolupar anticossos monoclonals humans que tenen una major eficiència. Hi ha diferents maneres de desenvolupar-los, però bàsicament consisteixen en recombinacions d'immunoglobulines humanes amb murines per aconseguir un rebuig menor. Actualment, fins i tot s'usen ratolins que tenen grans regions de gens d'immunoglobulina humana no reorganitzat, on els gens de les cadenes d'immunoglobulines de ratolins s'han eliminat i es realitza immunització i generació d'hibridomes subsegüents que produiran immunoglobulines específiques. Així presenten menor immunogenicitat, una vida mitjana més llarga i més activitat immunològica, però tenen el problema que el desenvolupament d'aquest tipus de sèrums és molt costós i difícil per a la farmacèutica.
També es disposa de sèrums amb fragments d'anticossos, com F(ab')2 que poden presentar vides mitjanes més curtes, més accés al tumor i avantatges com transportadors.

### Mecanismes d'acció de la seroteràpia monoclonal
Els sèrums amb anticossos monoclonals poden produir efectes directes com l'apoptosi de la cèl·lula tumoral (desencadenant senyals intracel·lulars) o bloquejar receptors de factors de creixement (aturant la proliferació cel·lular tumoral). Dins dels efectes indirectes, hi ha el reclutament de cèl·lules amb capacitat citotòxica, que són activades per l'anticòs monoclonal i realitzen lisi tumoral. També es poden unir al complement en donar un efecte de citotoxicitat dependent d'anticossos (mort cel·lular).

## Seroteràpia i verí
La seroteràpia és molt utilitzada com a antídot de verins en països on les mossegades o picades de serps, escorpins, aranyes o alguns animals marins verinosos són comuns. Els antiverins són substàncies químiques que o eviten o tracten l'enverinament o tenen anticossos que neutralitzen el verí.
El sèrum amb anticossos contra verins d'animals es va començar a utilitzar en els anys 1930. Els primers antisèrum produïen moltes reaccions al·lèrgiques. Amb el temps es van desenvolupar antisèrums a les quals per precipitació, es separaven les immunoglobulines de les proteïnes sèriques i, d'aquesta manera, es reduïa el risc d'efectes adversos. En els anys 40 i 50 es va estudiar l'efecte dels enzims proteolítics sobre aquest tipus d'immunoglobulines. Així, es va aconseguir reduir la mida dels anticossos, així com la seva capacitat inmunògena.
També s'han desenvolupat antiverins de tercera generació, que consisteixen en immunoglobulines purificades i digerides amb pepsina, de les quals s'obté F(ab')2. Aquest tipus d'antídots no donen reaccions d'hipersensibilitat de tipus immediat (anafilaxi) ni de tipus tardà (malaltia del sèrum). A més, presenten avantatges, com el fet que es poden utilitzar en dones embarassades i no cal que es conservin en refrigeració, només a temperatures menors de 37 °C.
Actualment, es produeixen tres tipus d'antiverins al món:
- D'IgG fraccionada. S'obté del plasma sanguini equí hiperimmune, juntament amb sulfat d'amoni o àcid caprílic.
- D'origen oví i digerits amb papaïna per obtenir fragments Fab. Aquest tipus de sèrum s'elimina molt ràpid i l'efecte és curt perquè els fragments Fab només tenen un lloc d'unió amb l'antigen.
- D'immunoglobulines digerides amb pepsines per obtenir fragments F(ab')2. El sèrum conté fragments Fab units per un pont disulfur, que donaran un efecte una mica més prolongat i de major especificitat, al poder unir-se a l'antigen per dos llocs diferents.

Els factors que influeixen en la neutralització del verí són els mateixos que en qualsevol tractament de seroteràpia. És molt important la dosi i la farmacocinètica del verí, l'interval entre la penetració de la toxina i l'administració de l'anticòs, la dosi, ruta i potència de l'anticòs administrat i la farmacocinètica dels antídots.

### Alguns tipus d'antiverins sèrics
- Sèrum amb immunoglobulina antiescolopendra (IgY).
- Antiaràcnids.
  - Aracmyn: és un tractament per la mossegada de l'aranya Latrodectus sp (viuda negra). És format per fragments F (ab ') 2 d'immunoglobulina G. El sèrum impedeix que el centre actiu del verí interaccioni amb el seu receptor, s'eviten els mecanismes fisiopatològics de la intoxicació.
  - Loxmyn. Neutralitza la picada de l'aranya violinista (Loxosceles). És un sèrum inmunopurificat i tractat amb enzims proteolítics per obtenir la fracció F (ab) 2 que reconeix el verí.
- antídot polivalent (Crotalidae) de Wyeth. És utilitzat per al tractament de mossegades de cobra. El sèrum està compost de Ig fragccionada, obtinguda de sèrum de cavall hiperimmune.[11]

## Efectes adversos de la seroteràpia
Es poden donar dos tipus d'efectes secundaris, (relacionats amb les reaccions d'hipersensibilitat): A curt termini hi la possibilitat d'un xoc anafilàctic i al llarg termini es pot desenvolupar la malaltia del sèrum.

### Malaltia del sèrum
Quan s'utilitzen immunoglobulines sintetitzades per animals poden ser reconegudes com estranyes pel sistema immunitari de l'individu i crear immunocomplexes, que precipiten i causen reaccions d'hipersensibilitat. Les proteïnes injectades com el cas de rituximab (per el tractament del càncer i trastorns immunitaris) o alguns sèrums utilitzats com antivírics poden el produir igualment. La seroteràpia no sol provocar molts casos d'anafilaxi. Aquestes reaccions oposades de la seroteràpia es van reduir gràcies als avenços en tecnologia molecular genètica pel tractament del càncer i alguns antivírics que només contenen la fracció Fab dels braços de la imunoglobulina. Tot i així, encara són processos costosos.

#### Símptomes
Els símptomes poden tardar fins a 40 dies a aparèixer després de l'exposició. Sobretot estan associats a reaccions al·lèrgiques de caràcter tardà o símptomes com:
- Artràlgia
- Febre
- Compromís de l'estat general
- Limfadenopaties
- Disminució de la pressió arterial
- proteïnúria

#### Tractament
Quan s'atura d'administrar el sèrum, els símptomes solen desaparèixer al cap d'un o dos dies. Es pot alleujar els simptomes amb corticoides o antihistamínics.

### Anafilaxi per seroteràpia
És una reacció adversa de la seroteràpia, semblant a la malaltia del sèrum però molt més greu, perquè causa una reacció immunitària generalitzada (afecta a molts òrgans). També coneguda com a hipersensibilitat de tipus immediat.

#### Símptomes
La reacció es desenvolupa molt ràpidament i produeix els primers símptomes al cap d'uns segons o minuts de l'exposició, causant un xoc anafilàctic. Sol donar un malestar difús per tot el cos.
- Problemes a la pell
- Problemes cardiovasculars: taquicàrdia, hipotensió i arrítmies ventriculars
- Problemes respiratoris: broncoconstricció, dispnea (dificultats per respirar)
- Problemes digestius
- Problemes nerviosos: convulsions, pèrdua de consciència

#### Tractament
- Protegir les vies respiratòries
- Solució salina per via intravenosa
- Administració d'adrenalina, per qualsevol via segons el grau d'anafilaxi, perquè corregeix les anomalies del xoc